# Dendrobium taylorii
Dendrobium taylorii är en orkidéart som först beskrevs av Ferdinand von Mueller, och fick sitt nu gällande namn av Frederick Manson Bailey. Dendrobium taylorii ingår i släktet Dendrobium, och familjen orkidéer. Inga underarter finns listade i Catalogue of Life.

## Bildgalleri

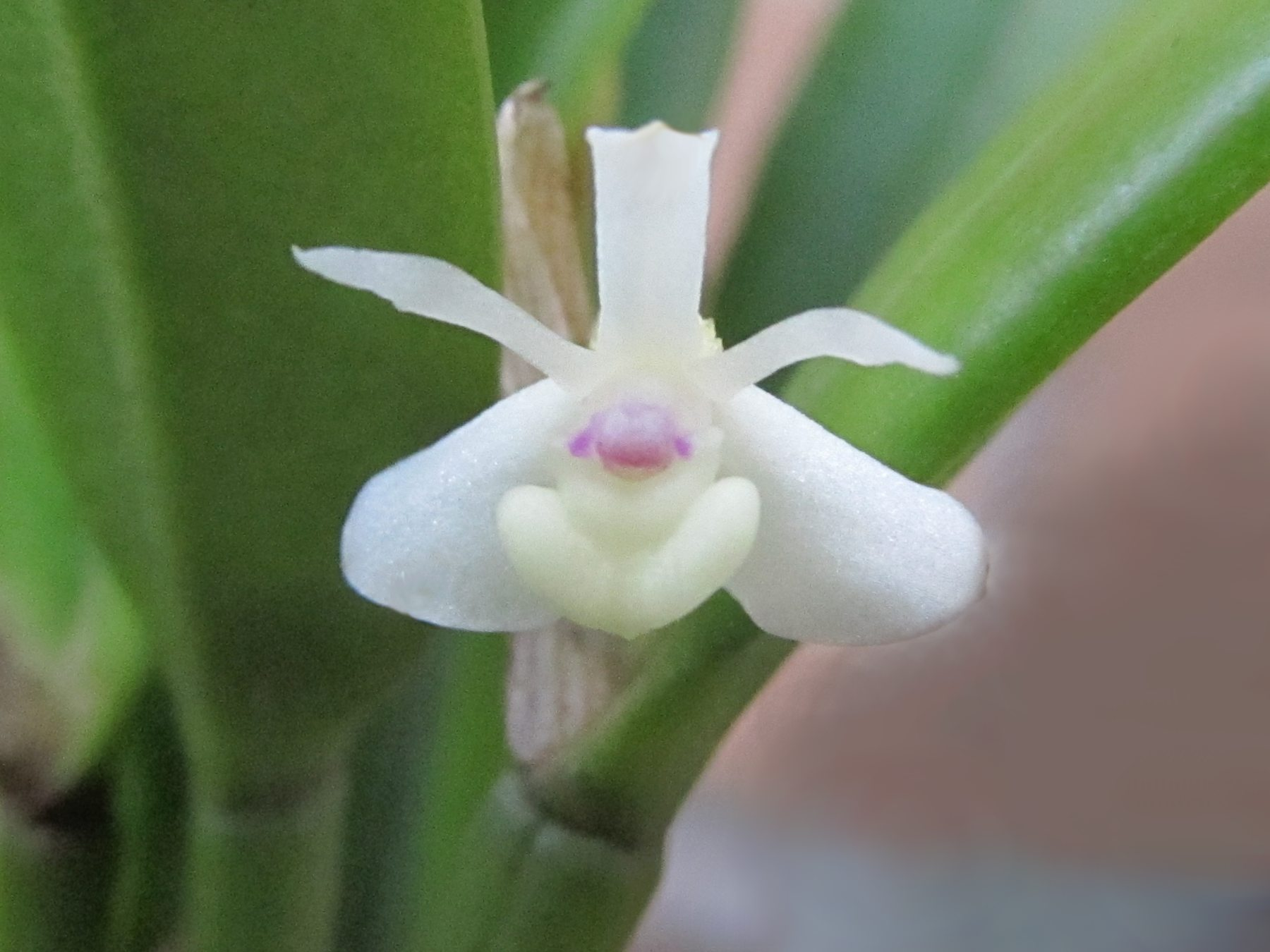
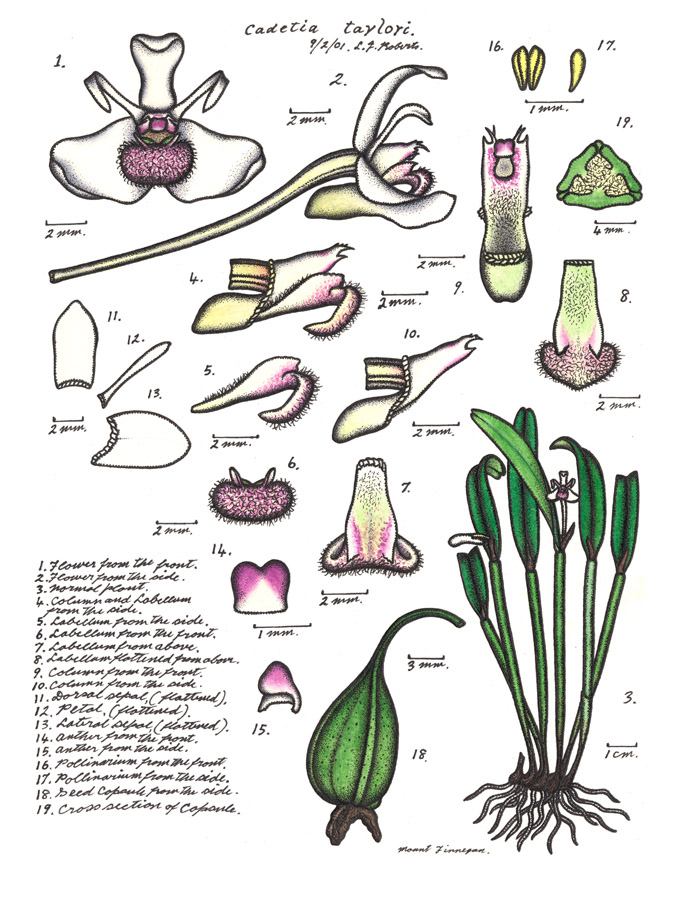